# العلاقات اللاوسية المنغولية
العلاقات اللاوسية المنغولية هي العلاقات الثنائية التي تجمع بين لاوس ومنغوليا.

## مقارنة بين البلدين
هذه مقارنة عامة ومرجعية للدولتين:
| وجه المقارنة                                              | لاوس        | منغوليا         |
| --------------------------------------------------------- | ----------- | --------------- |
| المساحة (كم2)                                             | 236.80 ألف  | 1.57 مليون      |
| عدد السكان (نسمة)                                         | 6.86 مليون  | 3.08 مليون      |
| الكثافة السكانية (ن./كم²)                                 | 28.97       | 1.96            |
| العاصمة                                                   | فيينتيان    | أولان باتور     |
| اللغة الرسمية                                             | اللغة اللاو | اللغة المنغولية |
| العملة                                                    | كيب لاوي    | توغروغ منغولي   |
| الناتج المحلي الإجمالي (بليون دولار)                      | 16.85 مليار | 11.49 مليار     |
| الناتج المحلي الإجمالي (تعادل القوة الشرائية) بليون دولار | 38.71 مليار | 36.16 مليار     |
| الناتج المحلي الإجمالي الاسمي للفرد دولار أمريكي          | 1.82 ألف    | 3.97 ألف        |
| الناتج المحلي الإجمالي للفرد دولار أمريكي                 |             | 11.95 ألف       |
| مؤشر التنمية البشرية                                      | 0.575       | 0.727           |
| رمز المكالمات الدولي                                      | +856        | +976            |
| رمز الإنترنت                                              | .la         | .mn             |
| المنطقة الزمنية                                           | ت ع م+07:00 | ت ع م+08:00     |

## منظمات دولية مشتركة
يشترك البلدان في عضوية مجموعة من المنظمات الدولية، منها:
| علم المنظمة | اسم المنظمة                        | تاريخ انضمام لاوس | تاريخ انضمام منغوليا |
| ----------- | ---------------------------------- | ----------------- | -------------------- |
|             | منظمة حظر الأسلحة الكيميائية       | ?                 | ?                    |
|             | البنك الدولي للإنشاء والتعمير      | 5 يوليو 1961      | 14 فبراير 1991       |
|             | منتدى آسيان الإقليمي ‏              | ?                 | ?                    |
|             | الأمم المتحدة                      | 14 ديسمبر 1955    | 27 أكتوبر 1961       |
|             | بنك التنمية الآسيوي                | 1966              | 1991                 |
|             | منظمة الشرطة الجنائية الدولية      | ?                 | ?                    |
|             | وكالة ضمان الاستثمار متعدد الأطراف | 5 أبريل 2000      | 21 يناير 1999        |
|             | يونسكو                             | 9 يوليو 1951      | 1 نوفمبر 1962        |
|             | مؤسسة التنمية الدولية              | 28 أكتوبر 1963    | 14 فبراير 1991       |
|             | مؤسسة التمويل الدولية              | 29 يناير 1992     | 14 فبراير 1991       |

## وصلات خارجية
- موقع وزارة الخارجية المنغولية